# Simvastatin
Simvastatin, pod tržnimi imeni Zocor, Sinvacor in drugimi, je antihiperlipemik (učinkovina za zniževanje maščob v krvi) iz skupine statinov. Skupaj z drugimi ukrepi, kot sta spodbujanje telesne dejavnosti in upoštevanje ustrezne diete, se uporablja za zniževanje povišanih vrednosti maščob v krvi. Uporablja se tudi za zniževanje tveganja za srčno-žilne bolezni pri bolnikih z visokim tveganjem. Uporablja se z zaužitjem (peroralno).
Pogosti neželeni učinki simvastatina so zaprtje, glavobol in slabost. Med možne hude neželene učinke spadajo  rabdomioliza (razkrajanje mišičnine), motnje delovanja jeter in povišane vrednosti sladkorja v krvi. Pri bolnikih z motenim delovanjem ledvic je lahko potreben zmanjšan odmerek. Podatki kažejo na škodljiv učinek na plod, če se simvastatin uporablja med nosečnostjo, prav tako pa se ne sme uporabljati med dojenjem. Kot druga zdravila iz skupine statinov deluje tako, da zavira encim HMG-CoA-reduktazo in s tem sintezo holesterola v jetrih.
Simvastatin je patentiralo podjetje Merck leta 1980, v medicinske namene pa so ga začeli uporabljati leta 1992.
Uvrščen je na seznam osnovnih zdravil Svetovne zdravstvene organizacije, torej med najpomembnejša učinkovita in varna zdravila, potrebna za normalno zagotavljanje zdravstvene oskrbe. Na tržišču je že tudi v obliki večizvornih (generičnih) zdravil.

## Medicinska uporaba
Primarno se simvastatin uporablja za zdravljenje dislipidemij in preprečevanje z aterosklerozo povezanih zapletov, kot sta možganska ali srčna kap, in sicer pri bolnikih z visokim tveganjem za te zaplete. Ob uporabi simvastatina se priporoča tudi ustrezna dieta za zniževanje krvnih maščob.
V randomizirani, s placebom nadzorovani klinični raziskavi, imenovani Scandinavian Simvastatin Survival Study, v kateri so bolnike spremljali pet let, je uporaba simvastatina pri bolnikih z že prisotno srčno-žilno boleznijo in povišanim LDL-holesterolom pokazala 30-odstotno znižanje skupne umrljivosti in 42-odstotno znižanje umrljivosti zaradi srčno-žilnih bolezni.
Znižanje tveganj za srčno kap, možgansko kap in potrebo po postopku revaskularizacijo venčnega ožilja je bilo 37-%, 28-%  oziroma 37-%.
V raziskavi Heart Protection Study so preučevali učinkovitost simvastatina pri bolnikih z visokim tveganjem za srčno-žilne zaplete, vključno s tistimi z že prisotnimi srčno-žilnimi boleznimi, sladkorno boleznijo ali prebolelo možgansko kapjo, vendar s sorazmerno nizkimi vrednostmi LDL-holesterola. Raziskava je traja 5,4 leta ter pokazala znižanje skupne umrljivosti za 13 % in znižanje umrljivosti zaradi srčno-žilnih zapletov za 18 %. V skupini bolnikov, ki so prejemali simvastatin, je bilo 38 % manj primerov srčne kapi brez smrtnega izida in 25 % manj primerov možganske kapi.
Preučevali so tudi učinkovitost simvastatina pri zaviranju nastanka ali napredovanja starostno pogojene degeneracije rumene pege. Rezultati ene od raziskav so pokazali, da so imele osebe v skupini s simvastatinom v treh letih manjše tveganje za napredovanje degeneracije rumene pege (razmerje obetov: 0,51) v primerjavi s skupino, ki je prejemala placebo, vendar razlika ni bila statistično značilna. Za zaključek, ali je simvastatin učinkovit pri preprečevanju nastanka ali napredovanja degeneracije rumene pege, je premalo dokazov.

## Kontraindikacije
Uporaba simvastatina je kontraindicirana med nosečnostjo in dojenjem ter pri bolnikih z boleznimi jeter. Med uporabo simvastatina je treba preprečevati zanositev zaradi morebitnih hudih okvar ploda. Bolnice med uporabo simvastatina tudi ne smejo dojiti, ker bi lahko zdravilo motilo presnovo maščob pri dojencu.
Kontraindicirana je sočasna uporaba močnih zaviralcev CYP3A4, na primer itrakonazol, ketokonazol, posakonazol, vorikonazol, zaviralci HIV-proteaze (npr. nelfinavir), boceprevir, telaprevir, eritromicin, klaritromicin, telitromicin, nefazodon in zdravila, ki vsebujejo kobicistat.
Visoki odmerki simvastatina so kontraindicirani pri uporabi nekaterih zdravil, na primer amlodipina, ki je pogosto uporabljano zdravilo za zniževanje krvnega tlaka. Znižan odmerek se priporoča tudi pri sočasni uporabi zaviralcev kalcijevih kanalčkov verapamila ali diltiazema ter ob sočasni uporabi amjodarona.

## Neželeni učinki
Pogosti neželeni učinki (s pojavnostjo > 1 %) so prebavne motnje in ekcem. Med redke neželene učinke spadajo bolečine v sklepih, težave s spominom in mišični krči. Pri dolgotrajni uporabi so poročali o holestatičnem hepatitisu, jetrni cirozi, rabdomiolizi (razpad skeletne mišičnine in prizadetost ledvic) in miozitisu. Hude preobčutljivostne reakcije so redke. Če pride do znakov hude preobčutljivostne reakcije (izpuščaj, srbenje in/ali otekanje, omotica ali težave s požiranjem ali dihanjem), je treba poiskati takojšnjo medicinsko pomoč.

## Součinkovanja
Simvastatin izkazuje pomembno součinkovanje z grenivkinim sokom in nekaterimi zdravili, na primer za zdravljenje srčno-žilnih bolezni. Součinkovanja so lahko klinično pomembna, in sicer lahko pride do močnega povišanja ravni simvastatina v serumu, ki lahko povečajo tveganje za pojav neželenih učinkov na mišičnino, vključno z rabdomiolizo, ki se sicer pojavlja redko, a je lahko smrtno nevarna.
Sočasno uživanje večjih količin grenivkinega soka lahko tudi močno poviša serumske ravni simvastatina in poveča tveganje za pojav neželenih učinkov. Sok grenivke zavira citokrom P4503A4. Sočasno pitje velikih količingrenivkinega soka , in sicer več kot 1 liter na dan, lahko poveča izpostavitev aktivnemu presnovku simvastatina za 7-krat. Uživanje 240 ml soka grenivke zjutraj in jemanje simvastatina zvečer povzroči po podatkih 1,9-kratno povečanje izpostavitve. Med zdravljenjem s simvastatinom se je zato treba izogibati pitju soka grenivke.
Simvastatin lahko součinkuje tudi z zdravili, ki močno zavirajo  CYP3A4, na primer itrakonazol, ketokonazol, posakonazol, vorikonazol, zaviralci HIV-proteaze (npr. nelfinavir), boceprevir, telaprevir, eritromicin, klaritromicin, telitromicin, nefazodon in zdravila, ki vsebujejo kobicistat. Sočasna uporaba je kontraindicirana zaradi tveganja za povišanje koncentracije simvastatina v serumu. Pri sočasni uporabi nekaterih zdravil (verapamil, diltiazem, amjodarone, amlodipin, ranolazin) se ne smejo uporabljati visoki odmerki simvastatina.

## Farmakologija
Simvastatin, kot drugi statini, zavira encim HMG-CoA reduktazo (3-hidroksi-3-metilglutaril (HMG) koencim A reduktazo). Le-ta je omejujoč dejavnik v presnovni poti endogene proizvodnje holesterola. Statini so učinkovitejši od drugih antihiperlipemikov pri zniževanju LDL-holesterola, vendar so manj učinkoviti od fibratov pri zniževanju ravni trigliceridov. Statini znižujejo tveganje za srčno-žilne dogodke in skupno umrljivost ne glede na izhodiščne vrednosti holesterola, kar kaže na drug mehanizem kot le preko zniževanja holesterola (t. i. pleiotropni učinek).
Simvastatin sam je v obliki neaktivnega laktona, ki se po zaužitju hidrolizira v aktivni presnovek. 